# Audrey Wasilewski
 (avril 2020).
Si vous disposez d'ouvrages ou d'articles de référence ou si vous connaissez des sites web de qualité traitant du thème abordé ici, merci de compléter l'article en donnant les références utiles à sa vérifiabilité et en les liant à la section « Notes et références ».
Audrey Wasilewski, née le 25 juin 1967, en Pennsylvanie, est une actrice américaine.

## Filmographie

### Cinéma
- 1987 : Action Force 10
- 1992 : Swordsman 2
- 1994 : Pompoko
- 1999 : Elle est trop bien : une étudiante
- 1999 : Une fille qui a du chien : la vendeuse de l'animalerie
- 2000 : Scooby-Doo et les Extraterrestres : Laura
- 2000 : Ce que veulent les femmes : la secrétaire avec un danois
- 2002 : Terminal Error : Kathy
- 2002 : Pluto Nash : la serveuse
- 2003 : Carolina : Tara
- 2003 : Tout peut arriver : l'infirmière des Hamptons
- 2004 : L'Enlèvement : Lisa
- 2004 : Les Petits Braqueurs : l'infirmière
- 2005 : Miss FBI : Divinement armée : la mère à la banque
- 2005 : American Gun : Annette
- 2006 : The Wild
- 2006 : La Ferme en folie : voix additionnelles
- 2007 : Year of the Dog : Audrey
- 2007 : Evan tout-puissant : Staffer
- 2007 : Garfield Gets Real : Arlene, Zelda et Betty
- 2008 : Unstable Fables: 3 Pigs & a Baby : Hamlet et la vache contrariée
- 2008 : Garfield's Fun Fest : Arlene Zelda et la maman ourse
- 2008 : Sept vies : l'infirmière
- 2009 : Clear Lake, WI : Heidi
- 2009 : Saving Grave B. Jones : Opal Lynn Carter
- 2009 : Bottleworld : la méchante cliente
- 2009 : Garfield's Pet Force : Arlene et Starlena
- 2010 : Hesher : Coleen
- 2010 : The Space Between : la serveuse
- 2010 : Red : la femme d'affaires
- 2011 : About Fifty : Becca
- 2012 : Festin de requin 2 : Le récif se rebelle : Tante Perle
- 2012 : Les Chiots de Noël : La relève est arrivée : Dorothy Bright
- 2013 : Star Trek Into Darkness : voix additionnelles
- 2014 : Un berceau sans bébé : Laura
- 2014 : The Boxcar Children : la femme du boulanger
- 2022 : Everything Everywhere All at Once de Dan Kwan et Daniel Scheinert : un officier Alpha
- 2025 : The Ritual : L'Exorcisme d'Emma Schmidt (The Ritual) de David Midell (voix)

### Télévision
- 1997 : George et Leo : la femme enceinte (1 épisode)
- 1997 : Sauvés par le gong : La Nouvelle Classe : Lucille Schmidlap (1 épisode)
- 1997 : Total Security : Lawanda Loris (1 épisode)
- 1997-2000 : La Vie à cinq : la serveuse et Mme Trudy (2 épisodes)
- 1998 : Push : Gwen Sheridan (8 épisodes)
- 1998 : Femme de rêve : la réceptionniste du Willhelmina
- 1999 : Sabrina, l'apprentie sorcière : Clerk (1 épisode)
- 1999 : It's Like, You Know... : une femme (1 épisode)
- 2000 : Ally McBeal : Maurren Ringer (1 épisode)
- 2001 : Freaky Links : Beret Lady (1 épisode)
- 2001 : Charmed : Natalie (1 épisode)
- 2001 : Even Stevens : Irene Roman (1 épisode)
- 2001 : Diagnostic : Meurtre : la patronne de la banque (1 épisode)
- 2001 : State of Grace : sœur Margaret et sœur Celine (3 épisodes)
- 2002 : Aux portes du cauchemar : l'infirmière (1 épisode)
- 2002 : Providence : l'infirmière (1 épisode)
- 2002 : V.I.P. : la chef d'équipe (1 épisode)
- 2002 : Hôpital central : Sœur Dymphna (1 épisode)
- 2002 : Lizzie McGuire : Robyn (1 épisode)
- 2002 : The Agency : la cliente (1 épisode)
- 2002 : Sept à la maison : Mme Brand (1 épisode)
- 2002 : Urgences : Officier Wetterling (1 épisode)
- 2002 : À la Maison-Blanche : Janice Trumbull (1 épisode)
- 2003 : Columbo : la domestique (1 épisode)
- 2003 : Friends : Sarah (1 épisode)
- 2003 : Tremors : Rosie Landers (1 épisode)
- 2003-2007 : Jenny Robot : Tuck, Rat et autres voix (24 épisodes)
- 2003-2009 : Monk : Gloria Kasinsky et une infirmière (2 épisodes)
- 2004 : The Bernie Mac Show : Kathy Alhorn
- 2004 : Wonderfalls : Cindy Bradley et Yvette LaJimodière (1 épisode)
- 2004 : NCIS : Enquêtes spéciales : Shirley Wilkes (1 épisode)
- 2004 : Mon oncle Charlie : Megan (1 épisode)
- 2005 : FBI : Portés disparus : Olivia Daniels (1 épisode)
- 2005 : Cold Case : Affaires classées : Sandra Riley en 1998 (1 épisode)
- 2005 : Gilmore Girls : Sandra (1 épisode)
- 2005 : The Inside : Dans la tête des tueurs : Ellen Olsen (1 épisode)
- 2005 : Six Feet Under : Masha (1 épisode)
- 2005 : La Vie avant tout : Marti (1 épisode)
- 2005 : Juste cause : Pam (2 épisodes)
- 2006 : Boston Justice : Traci Carpenter (1 épisode)
- 2006-2007 : Les Griffin : Mia Farrow (3 épisodes)
- 2006-2011 : Big Love : Pam Martin (21 épisodes)
- 2007 : Random! Cartoons : Bessie (1 épisode)
- 2007 : Pushing Daisies : Madeline McLean (1 épisode)
- 2008 : Eli Stone : Emily (1 épisode)
- 2008 : Private Practice : Janet (1 épisode)
- 2008-2010 : Mad Men : Anita Olson Respola (7 épisodes)
- 2009 : Bones : Trysta (1 épisode)
- 2009 : The Mighty B! : Bibi (1 épisode)
- 2009 : 10 Things I Hate About You : Carla (1 épisode)
- 2010 : Archer : Elke Hubsch (1 épisode)
- 2010 : L'Amour XXL : Deb
- 2010 : The Middle : Jody (1 épisode)
- 2010 : Scooby-Doo! Mystery Incorporated : la reine Amanda (1 épisode)
- 2010 : Grey's Anatomy : Nicole Waldman (1 épisode)
- 2011 : Outsourced (1 épisode)
- 2011 : Last Man Standing : Kim (1 épisode)
- 2011 : Le Spectacle de Noël : Shery Gumm
- 2011 : Hart of Dixie : Dotty Sunberg (1 épisode)
- 2012 : Southland : Mme Petters et Aimee Savarese (2 épisodes)
- 2012 : Mad : grand-mère Norma, Gloria Pritchett et Thelma (1 épisode)
- 2012 : Scandal : Alison Becker (1 épisode)
- 2013 : The Mindy Project : Lizzy (1 épisode)
- 2014 : Shameless : Ann Matlock (1 épisode)
- 2014 : Clarence : Lucine (1 épisode)
- 2014 : Stalker : Ellen Meyers (1 épisode)
- 2014-2015 : Breadwinners : Rambamboo (10 épisodes)
- Justified : la mère de Kaylee (1 épisode)
- 2018 : Esprits criminels : Docteure Jennifer Brentwood (1 épisode)
- 2020 : 9-1-1 (série télévisée) : (saison 3, épisode 12) : Joan Wallace
- 2021 : Infinity Train : Cow Creamer (saison 4)

### Jeu vidéo
- 1999 : Tarzan : Tok
- 2001 : Tarzan Untamed : Tok
- 2002 : Kingdom Hearts : Tok
- 2004 : Shark Tale : voix additionnelles
- 2004 : EverQuest II : Mizzog, Twirlwhizzer et Anise Wavechaser
- 2005 : Jade Empire : voix additionnelles
- 2005 : Kingdom Hearts 2 : voix additionnelles
- 2006 : Guild Wars Factions
- 2007 : Spider-Man : Allié ou Ennemi : le chat noir
- 2007 : Crash of the Titans
- 2007 : Mass Effect : Kate Bowman
- 2008 : Fallout 3 : Tulip, Greta et Carol
- 2008 : Endwar
- 2008 : Aion: The Tower of Eternity
- 2009 : Dragon Age: Origins : Nesiara et une elfe
- 2009 : The Saboteur
- 2010 : Epic Mickey : Ortensia
- 2011 : Might & Magic Heroes VI : Arini
- 2011 : L.A. Noire : Jennifer Horgan
- 2011 : Captain America: Super Soldier : plusieurs personnages
- 2011 : Batman: Arkham City : un membre de la ligue des assassins
- 2012 : Lollipop Chainsaw : voix additionnelles
- 2012 : Guild Wars 2 : Paga Plaguesword
- 2012 : Skylanders: Giants : Stealth Elf
- 2012 : Epic Mickey 2 : Le Retour des héros : Ortensia
- 2013 : Disney Infinity
- 2013 : Lightning Returns: Final Fantasy XIII : voix additionnelles
- 2014 : La Grande Aventure Lego, le jeu vidéo : voix additionnelles
- 2014 : Elder scrolls online : voix additionnelles
- 2014 : Skylanders: Trap Team : Stealth Elf, Whisper Elf et Head Rush
- 2015 : Skylanders: SuperChargers : Stealth Elf

## Voix françaises
- Dorothée Jemma dans :
  - La Vie à cinq (2000)
  - Gilmore Girls (2005)

- Pauline Brunel dans Big Love (2006-2011)
- Delphine Braillon dans Mad Men (2008-2010)